# Arquitetura vernacular do sertão nordestino

Região Nordestina do Brasil

Mapa das sub-regiões nordestinas:
Meio norte
Sertão
Agreste
Zona da Mata

Arquitetura vernacular do sertão nordestino é a técnica construtiva caracterizada pelo uso de materiais e conhecimentos locais, representando a maioria das edificações construídas na região. Para se falar em arquitetura vernacular do sertão nordestino, é necessário entender especificadamente a região, o clima, a flora e demais características. O nordeste brasileiro é dividido em 4 sub-regiões: Meio-Norte, Sertão, Agreste e Zona da Mata, sendo assim a maior região do país. A vida dos indivíduos nesta região semiárida nunca foi fácil devido às condições adversas
, como as secas constantes e a vegetação escassa. A origem da palavra sertão é derivada do termo "desertão" usada pelos portugueses, que ao adentrarem no interior, se depararam com as características de seca e aridez da paisagem.

## Dados Gerais
O bioma predominante da região sertão é a caatinga. O nome “caatinga” é de origem Tupi-Guarani e significa floresta branca, que certamente caracteriza bem o aspecto da vegetação na estação seca, quando as folhas caem. O clima predominante é o  semiárido, conhecido por ser um clima quente e sazonal, com uma média de 400 a 800 mm de chuva por ano, sendo distribuídos de três a seis meses. A flora é composta de vegetação de florestas arbóreas e arbustivas, com presença de arbustos com galhos retorcidos, cactos e bromélias. O solo em sua maioria é raso, rico em minerais, pobre em matéria orgânica devido às características da região, pedregoso e com fragmentos de rochas na superfície.

## Ocupação Humana
Faz-se presente desde períodos pré-históricos, originando os povos indígenas. Com a colonização, as influências ibéricas e africanas conformaram a cultura e as técnicas construtivas. A partir dessa ideia, é possível compreender as potencialidades das técnicas vernáculares encontradas nas construções da região.
Nas condições climáticas apresentadas nessa região, é dispensável:
- Em função das diferenças entre as temperaturas externas e internas, tanto durante o dia quanto à noite, as aberturas devem então ser pequenas e as construções mais compactas possíveis, de forma a protegê-las da radiação solar direta.
- Quanto mais aglutinadas forem, mais sombra projetarão umas sobre as outras.
- As paredes interiores e exteriores devem ser espessas para retardar a absorção térmica.
- Para a cobertura, materiais leves, porém isolantes, são as mais indicadas.
- Deve-se usar preferencialmente cores claras que refletem mais do absorvem a radiação solar.

## Técnicas Utilizadas

### Taipa de Mão
Taipa de mão é um método construtivo antigo que consiste no entrelaçamento de madeiras que formam vãos. Essas aberturas, posteriormente, são preenchidas com barro. Essa técnica também é conhecida como pau a pique, taipa de sopapo ou taipa de sebe. A terra não é utilizada sozinha, mas sim numa mistura usualmente feita com água e palha. Essa mistura, inclusive, era feita a pés descalços em edificações antigas.

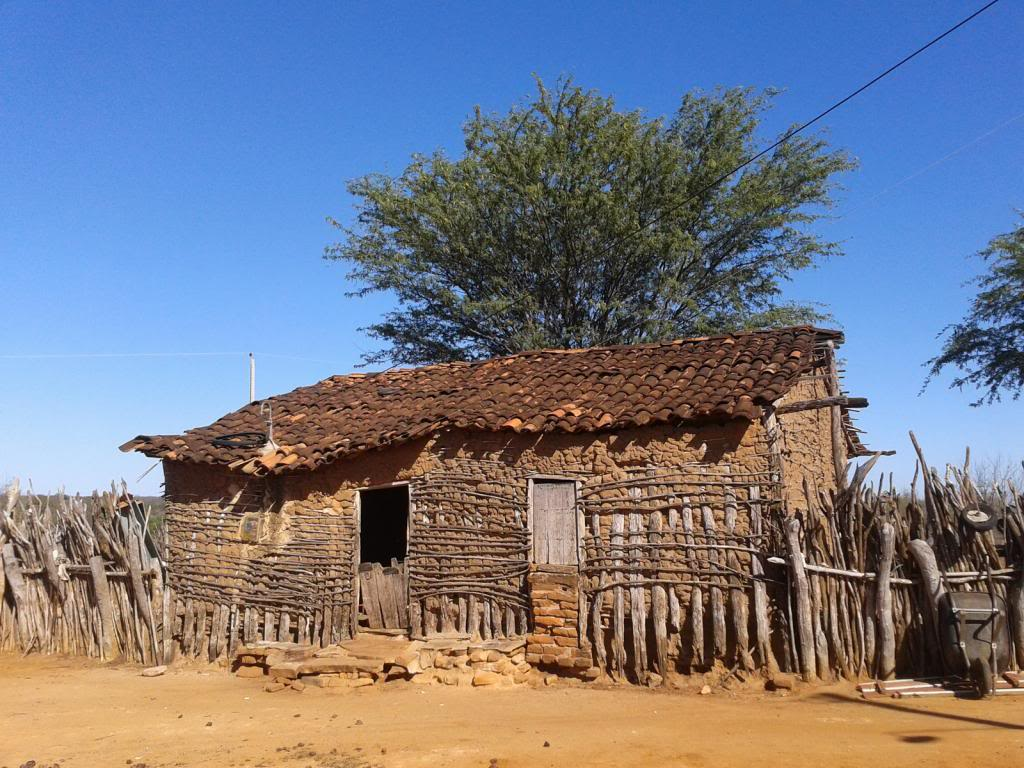
Sistema construtivo: Taipa de Mão, Pau a Pique, Taipa de Sopapo ou Taipa de Sebe

Quanto a sua forma, um painel central perfurado, sobre o qual é adicionada a terra em ambas as faces até obter a espessura desejada. Essas aberturas, posteriormente, são preenchidas com barro. Essa técnica também é conhecida como pau a pique, taipa de sopapo ou taipa de sebe.

### Taipa de Pilão
Taipa de pilão é um método construtivo que consiste em comprimir a terra em formas de madeira, chamadas taipais, e dispor o barro compactado em camadas de 15 centímetros de altura. Dessa forma, é criada uma casa de taipa de pilão com estrutura resistente e durável.

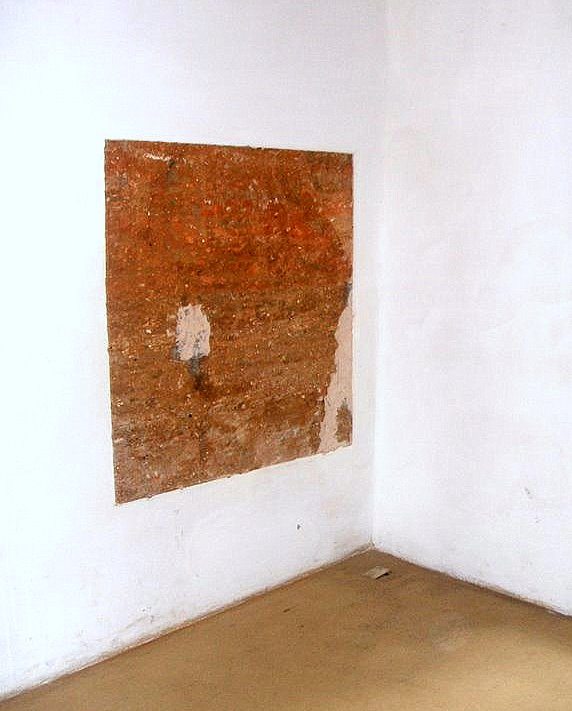
Sistema construtivo: Taipa de Pilão

Como inovações das técnicas surgem o tijolo cozido, a telha e as lajotas, que trouxeram evolução e sofisticação às construções. Desta forma, analisando as recomendações para edificações em climas quente e seco, constata-se a adequação das moradias sertanejas nordestinas aos aspectos bioclimáticos. Fica evidente assim, que as soluções arquitetônicas empregadas, mesmo que simples, resolvem os efeitos do rigor do clima sertanejo. Estas soluções são, aliás, muito pouco encontradas nos projetos formais de residências destinadas à média e alta, que rejeitam os elementos da arquitetura vernacular local (sobretudo por questão de distinção social), e adotam o repertório modernista ou alguns modismos das correntes contemporâneas, apesar do desconforto que causa a seus próprios usuários.